# 高島町駅
高島町駅（たかしまちょうえき）は、神奈川県横浜市西区花咲町7丁目にある、横浜市営地下鉄ブルーライン（3号線）の駅である。駅番号はB19。かつては鉄道省の省線には1915年（大正4 年）、東急東横線には2004年（平成16年）まで高島町駅が存在したが、いずれも廃止された。

## 歴史
- 1914年（大正3年）12月20日：京浜間電車運転開始に伴い、鉄道省の高島町駅開設[2]。
- 1915年（大正4年）8月15日：横浜駅移転に伴い廃止[2]。
- 1928年（昭和3年）
  - 5月18日：東京横浜電鉄東横線が神奈川駅から延伸し、高島駅として開業。
  - 8月3日：本横浜駅に改称。
- 1931年（昭和6年）1月20日：高島町駅に改称。
- 1932年（昭和7年）3月31日：東横線当駅 - 桜木町駅間が開業。
- 1976年（昭和51年）9月4日：横浜市営地下鉄3号線の開業に伴い、横浜市営地下鉄の高島町駅が開業。
- 2004年（平成16年）1月31日：東急東横線横浜駅 - 桜木町駅間の路線廃止に伴い廃止。地上駅は、この日をもって無くなる。
- 2007年（平成19年）5月12日：ホームドアの使用を開始。
- 2012年（平成24年）5月1日：docomo Wi-Fiによる、公衆無線LANサービス開始。

### 駅名の由来
「高島」と「高島町」はいずれも明治初期にこの地を鉄道用地として埋め立てた高島嘉右衛門に因むものである。町名もかつては高島町だった。なお、現在の横浜市営地下鉄の高島町駅は、隣接する花咲町に位置する。

## 駅構造

### 横浜市交通局
島式ホーム1面2線の地下駅。ホームドアを設置している。ホーム部分はシールド工法で建設されており、上下線のホームは駅の両端で接続している。ホームから改札口への階段・エレベーターは桜木町寄りにあるが、横浜寄りには地上への非常階段が設けられている。
付近の高島町交差点は、地上には国道1号・国道16号・新横浜通り（桜川新道）・神奈川県道13号横浜生田線が、上空には首都高速神奈川1号横羽線が、地下には国道1号高島町立体交差・共同溝・横浜市営地下鉄3号線が交差しており、さらにその下を横浜市営地下鉄2号線（のちに計画廃止）が交差する計画が立てられていた。

#### のりば
| 番線 | 路線         | 行先         |
| ---- | ------------ | ------------ |
| 1    | ブルーライン | 湘南台方面   |
| 2    | ブルーライン | あざみ野方面 |

- 上表の路線名は旅客案内上の名称（愛称）で記載している。

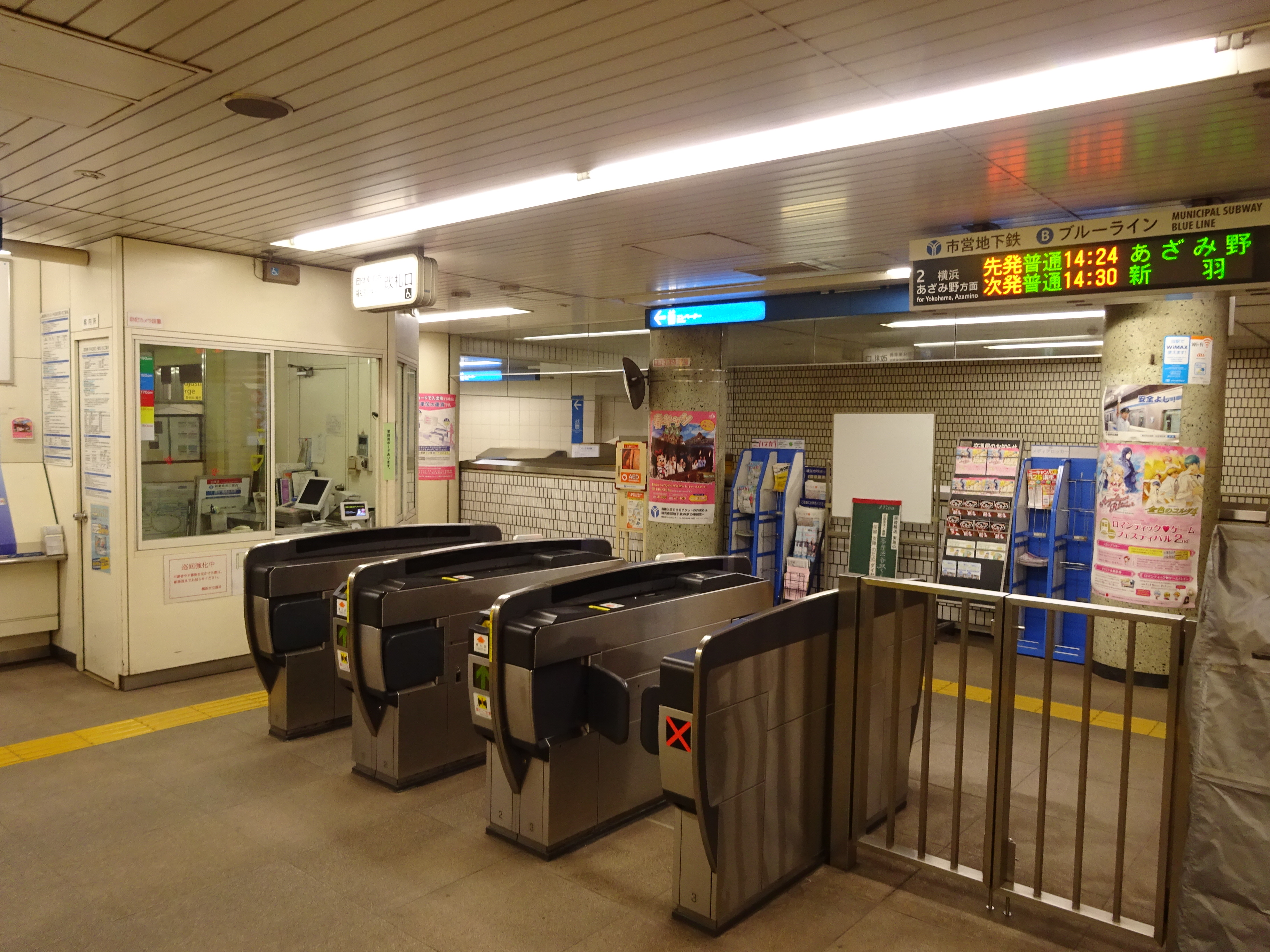
改札口（2016年2月）
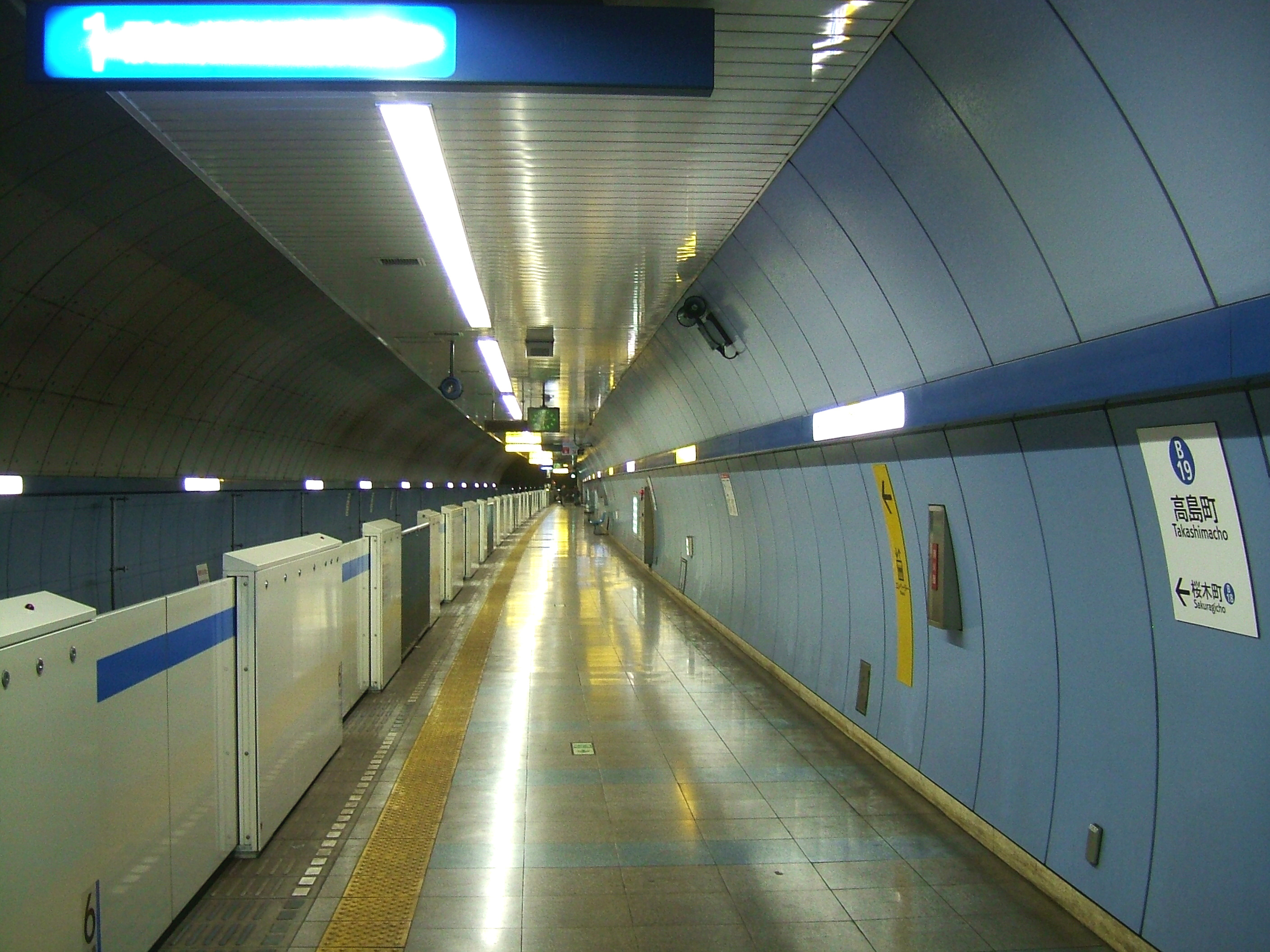
1番ホーム（2008年3月）

### 鉄道省（廃止）
1914年に京浜線電車（後の京浜東北線）の運転が開始された際から、翌1915年に現在の桜木町駅の位置にあった（初代）横浜駅が高島町に移転する（1928年に再度現在地へ移転）までの間は、電車線の仮終着駅として「高島町駅」が設けられていた。

### 東京急行電鉄（廃止）
島式ホーム1面2線の高架駅で、各駅停車のみの停車であった。構内には、蕎麦店「高島そば」が廃止まで営業していた。
2004年に、東横線がみなとみらい線と直通運転を実施するために横浜 - 桜木町間を廃止した際に、当駅も廃駅となった。廃止後、高架橋およびプラットホームは長らく残存していたが、耐震性の問題や遊歩道整備計画の見直しにより、2020年代に入って解体された。

#### のりば（廃止時）
| 番線 | 路線    | 方向 | 行先                     |
| ---- | ------- | ---- | ------------------------ |
| 1    | ■東横線 | 下り | 桜木町行き               |
| 2    | ■東横線 | 上り | 菊名・自由が丘・渋谷方面 |

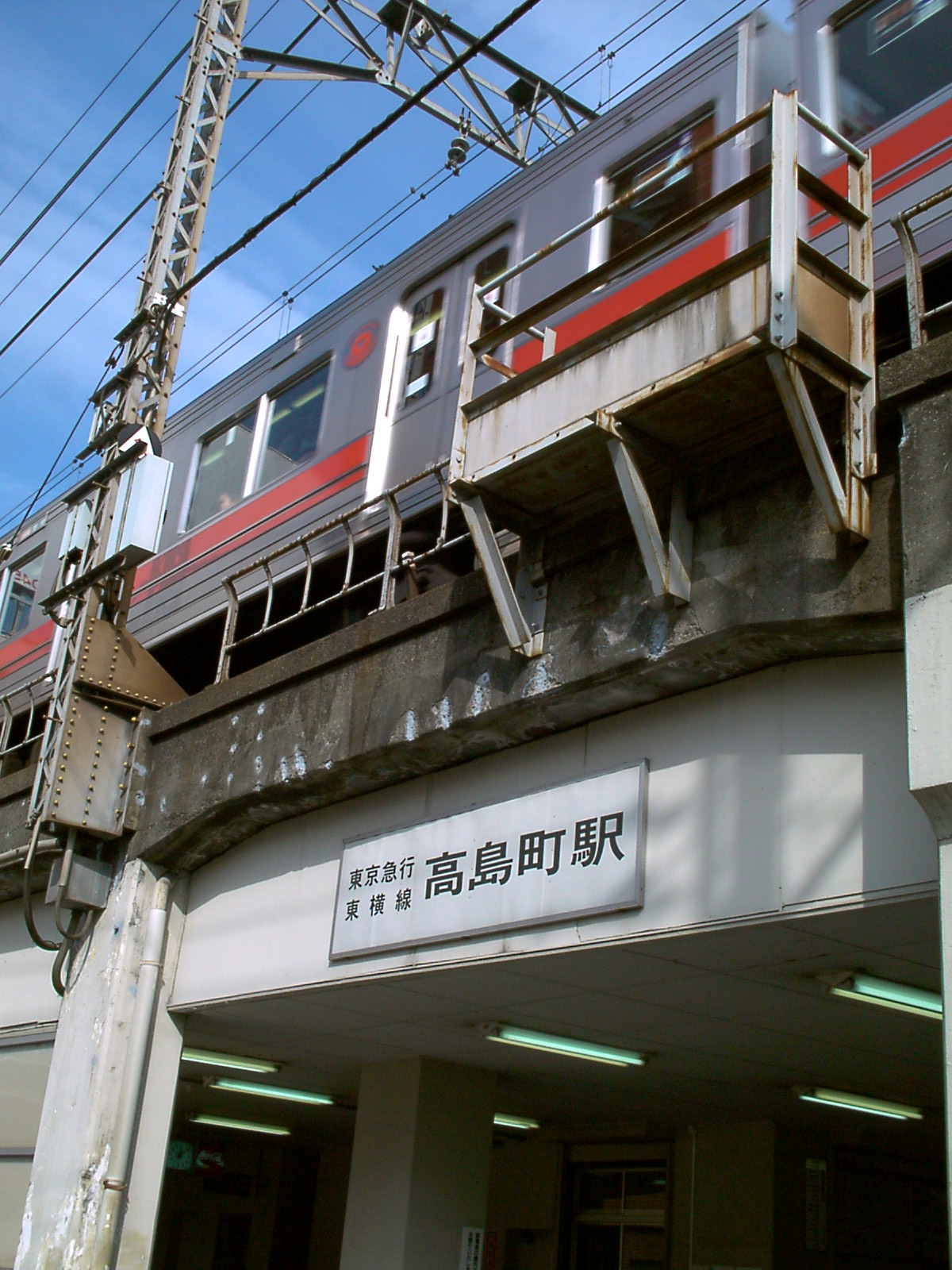
東急東横線高島町駅の出入り口（2003年1月26日）
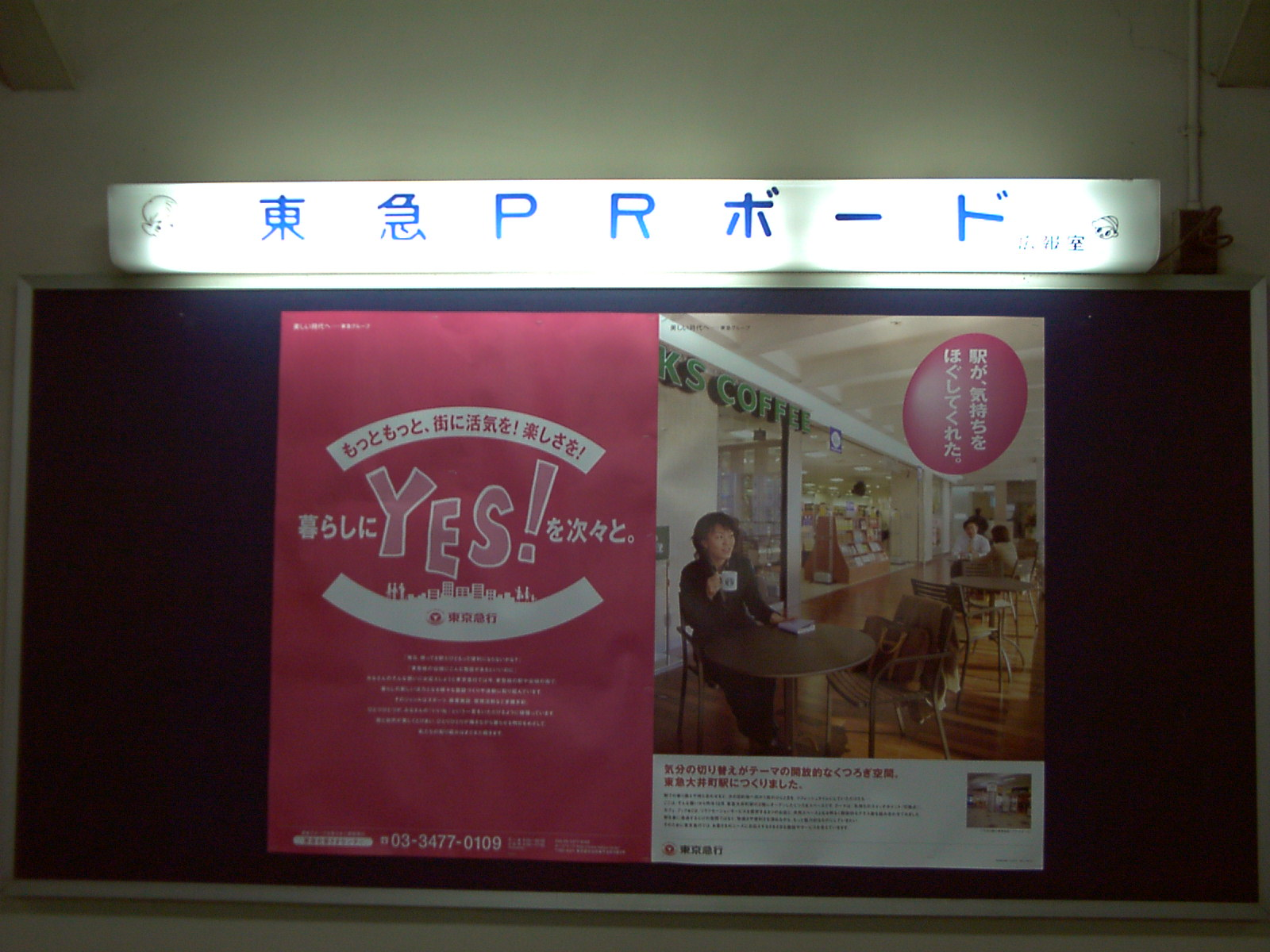
東急高島町駅にあった東急PRボード（2003年1月26日）

## 利用状況
- 横浜市営地下鉄 - 2022年度の1日平均乗降人員は9,002人（乗車人員：4,448人、降車人員：4,554人）である[乗降データ 1]。

### 年度別1日平均乗降人員（東横線廃止前）
近年の1日平均乗降人員推移は下記の通り。
| 年度               | 東京急行電鉄     | 東京急行電鉄 | 横浜市営地下鉄   | 横浜市営地下鉄 |
| 年度               | 1日平均 乗降人員 | 増加率       | 1日平均 乗降人員 | 増加率         |
| ------------------ | ---------------- | ------------ | ---------------- | -------------- |
| 1999年（平成11年） |                  |              | 6,002            |                |
| 2000年（平成12年） |                  |              | 5,678            | −5.4%          |
| 2001年（平成13年） |                  |              | 5,743            | 1.1%           |
| 2002年（平成14年） | 9,758            |              | 5,779            | 0.6%           |
| 2003年（平成15年） | 9,433            | −3.3%        | 5,922            | 2.5%           |

### 年度別1日平均乗降人員（東横線廃止後）
| 年度               | 横浜市営地下鉄   | 横浜市営地下鉄 |
| 年度               | 1日平均 乗降人員 | 増加率         |
| ------------------ | ---------------- | -------------- |
| 2004年（平成16年） | 6,183            | 4.4%           |
| 2005年（平成17年） | 6,400            | 3.5%           |
| 2006年（平成18年） | 6,716            | 4.9%           |
| 2007年（平成19年） | 6,989            | 4.1%           |
| 2008年（平成20年） | 6,638            | −5.0%          |
| 2009年（平成21年） | 7,250            | 9.2%           |
| 2010年（平成22年） | 6,785            | −6.4%          |
| 2011年（平成23年） | 6,679            | −1.6%          |
| 2012年（平成24年） | 7,316            | 9.5%           |
| 2013年（平成25年） | 8,167            | 11.6%          |
| 2014年（平成26年） | 8,457            | 3.6%           |
| 2015年（平成27年） | 8,726            | 3.2%           |
| 2016年（平成28年） | 9,054            | 3.8%           |
| 2017年（平成29年） | 9,662            | 6.7%           |
| 2018年（平成30年） | 10,612           | 9.8%           |
| 2019年（令和元年） | 10,680           | 0.6%           |
| 2020年（令和02年） | 7,817            | −26.8%         |
| 2021年（令和03年） | 8,109            | 3.7%           |
| 2022年（令和04年） | 9,002            | 11.0%          |

### 年度別1日平均乗車人員（東横線廃止前）
近年の1日平均乗車人員推移は下記の通り。
| 年度               | 東京急行電鉄 | 横浜市営 地下鉄 | 出典               |
| ------------------ | ------------ | --------------- | ------------------ |
| 1979年（昭和54年） |              | 1,266           |                    |
| 1980年（昭和55年） | 3,362        | 1,357           |                    |
| 1981年（昭和56年） | 3,233        | 1,126           |                    |
| 1982年（昭和57年） | 3,274        | 1,139           |                    |
| 1983年（昭和58年） | 3,082        | 1,255           |                    |
| 1984年（昭和59年） | 2,926        | 1,655           |                    |
| 1985年（昭和60年） | 2,770        | 2,263           |                    |
| 1986年（昭和61年） | 2,847        | 2,373           |                    |
| 1987年（昭和62年） | 2,839        | 1,718           |                    |
| 1988年（昭和63年） | 3,025        | 1,950           |                    |
| 1989年（平成元年） | 3,348        | 2,166           |                    |
| 1990年（平成02年） | 3,153        | 2,025           |                    |
| 1991年（平成03年） | 3,298        | 2,132           |                    |
| 1992年（平成04年） | 3,320        | 2,283           |                    |
| 1993年（平成05年） | 3,426        | 2,715           |                    |
| 1994年（平成06年） | 3,277        | 2,649           |                    |
| 1995年（平成07年） | 3,221        | 2,688           | [ 乗降データ 3 ]   |
| 1996年（平成08年） | 3,126        | 2,778           |                    |
| 1997年（平成09年） | 3,068        | 2,943           |                    |
| 1998年（平成10年） | 3,130        | 2,941           | [ 神奈川県統計 1 ] |
| 1999年（平成11年） | 3,286        | 2,875           | [ 神奈川県統計 2 ] |
| 2000年（平成12年） | 3,342        | 2,749           | [ 神奈川県統計 2 ] |
| 2001年（平成13年） | 3,374        | 2,742           | [ 神奈川県統計 3 ] |
| 2002年（平成14年） | 3,379        | 2,795           | [ 神奈川県統計 4 ] |
| 2003年（平成15年） | 3,293        | 2,897           | [ 神奈川県統計 5 ] |

### 年度別1日平均乗車人員（東横線廃止後）
| 年度               | 横浜市営 地下鉄 | 出典                |
| ------------------ | --------------- | ------------------- |
| 2004年（平成16年） | 3,001           | [ 神奈川県統計 6 ]  |
| 2005年（平成17年） | 3,136           | [ 神奈川県統計 7 ]  |
| 2006年（平成18年） | 3,242           | [ 神奈川県統計 8 ]  |
| 2007年（平成19年） | 3,433           | [ 神奈川県統計 9 ]  |
| 2008年（平成20年） | 3,271           | [ 神奈川県統計 10 ] |
| 2009年（平成21年） | 3,571           | [ 神奈川県統計 11 ] |
| 2010年（平成22年） | 3.359           | [ 神奈川県統計 12 ] |
| 2011年（平成23年） | 3,312           | [ 神奈川県統計 13 ] |
| 2012年（平成24年） | 3,629           | [ 神奈川県統計 14 ] |
| 2013年（平成25年） | 4,056           | [ 神奈川県統計 15 ] |
| 2014年（平成26年） | 4,200           | [ 神奈川県統計 16 ] |
| 2015年（平成27年） | 4,340           | [ 神奈川県統計 17 ] |
| 2016年（平成28年） | 4,503           | [ 神奈川県統計 18 ] |
| 2017年（平成29年） | 4,795           | [ 神奈川県統計 18 ] |
| 2018年（平成30年） | 5,272           | [ 神奈川県統計 19 ] |
| 2019年（令和元年） | 5,319           | [ 神奈川県統計 20 ] |
| 2020年（令和02年） | 3,896           |                     |
| 2021年（令和02年） | 4,022           |                     |
| 2022年（令和02年） | 4,448           |                     |

備考
1. ↑  2004年1月30日まで

## 駅周辺
当駅周辺地区（みなとみらい地区）は、横浜市における都心（ツインコア）の一つである「横浜都心」に指定されている。
- 高島交差点（国道1号・国道16号・桜川新道が交わる交差点）
- 2代目横浜駅遺構
- 戸部警察署高島交番
- 八洲学園大学
- 岩亀横丁
- 城南予備校
- 横浜みなとみらい21
  - KT Zepp Yokohama（KTビル〈コーエーテクモゲームス本社〉併設）
  - 学校法人みなとみらい学園
  - 横浜ブルーアベニュー
  - 資生堂グローバルイノベーションセンター

## バス路線
最寄りバス停は高島町であり、以下の路線が運行されている。2～4番乗り場は駅の付近にあるが、1番乗り場は北に300mほど進んだ首都高速ガード下にある。
| 乗り場 | 系統                        | 経由                                               | 行先                                                                               | 事業者  |
| ------ | --------------------------- | -------------------------------------------------- | ---------------------------------------------------------------------------------- | ------- |
| 1      | 8・9・26・58・102・103・105 |                                                    | 横浜駅前 （東口バスターミナル）                                                    | ●市営   |
| 1      | 横43・横44・港61・77        | ●神奈中                                            | 横浜駅前 （東口バスターミナル）                                                    |         |
| 1      | 110                         | ●京急                                              | 横浜駅前 （東口バスターミナル）                                                    |         |
| 2      | 8                           | 桜木町駅・中華街入口・（本牧市民公園）             | 本牧車庫                                                                           | ●市営   |
| 2      | 26                          | 桜木町駅・山下公園                                 | 横浜港シンボルタワー 海づり桟橋 港湾ガレッジ前 本牧TOC 本牧ポートハイツ前 本牧車庫 | ●市営   |
| 2      | 58                          | 桜木町駅・中華街入口・（みなと赤十字病院）・磯子駅 | 磯子車庫                                                                           | ●市営   |
| 2      | 105                         | 桜木町駅・市庁前・元町・（本牧市民公園）           | 本牧車庫                                                                           | ●市営   |
| 2      | 横43・横44                  | 桜木町駅・井土ヶ谷・（こども医療センター）         | 戸塚駅東口                                                                         | ●神奈中 |
| 2      | 港61                        | 桜木町駅・上大岡駅・清水橋                         | 港南台駅                                                                           | ●神奈中 |
| 2      | 110                         | 桜木町駅・滝頭・磯子駅                             | 杉田平和町                                                                         | ●京急   |
| 3      | 101                         | 浅間下                                             | 保土ケ谷車庫                                                                       | ●市営   |
| 3      | 106                         | 浜松町                                             | 境木中学校前 保土ケ谷駅東口                                                        | ●市営   |
| 4      | 101                         | 桜木町駅・港町・元町                               | 根岸駅                                                                             | ●市営   |
| 4      | 106                         | 桜木町駅・港町・元町                               | 本牧車庫（一部本牧市民公園経由）                                                   | ●市営   |

## 隣の駅
横浜市営地下鉄
 ブルーライン（3号線）
■快速
通過
■普通
桜木町駅 (B18) - 高島町駅 (B19) - 横浜駅 (B20)

### かつて存在した路線
東京急行電鉄
■東横線
横浜駅 - 高島町駅 - 桜木町駅